# 和苞
和苞（?—?），五胡十六国汉赵大臣。官至侍中。
320年，刘曜建造丰明观和西宫，在池边建起陵霄台，又在霸陵西南修筑寿陵。和苞和乔豫上疏规谏：“营建丰明观，小民讥讽奢侈：‘修建一座观的人力，足以平定凉州！’现又要效法阿房宫、琼台而建造西宫、陵霄台，如果用到军事，便可以兼并晋、蜀，统一齐、魏！营建寿陵，用铜做棺椁，以黄金为饰。秦始皇陵掘穿三重泉水，以金属浇铸，但墓土未干，秦朝灭亡。”刘曜停止建造宫室，寿陵制度，依照霸陵。赐封乔豫为安昌子，和苞为平舆子，兼领谏议大夫。和苞著有《汉赵记》十篇。清朝汤球辑《和苞汉赵记》。